# Saint-Seurin-de-Cursac
Saint-Seurin-de-Cursac is een gemeente in het Franse departement Gironde (regio Nouvelle-Aquitaine) en telt 761 inwoners (1999). De plaats maakt deel uit van het arrondissement Blaye.

## Geografie
De oppervlakte van Saint-Seurin-de-Cursac bedraagt 2,4 km², de bevolkingsdichtheid is 317,1 inwoners per km².
De onderstaande kaart toont de ligging van Saint-Seurin-de-Cursac met de belangrijkste infrastructuur en aangrenzende gemeenten.

## Demografie
Onderstaande figuur toont het verloop van het inwonertal (bron: INSEE-tellingen).